# Rijssen-Holten
Rijssen-Holten é um município dos Países Baixos, situado na província de Overissel. Tem 94,38 km² de área e sua população em 2020 foi estimada em 38.227 habitantes.